# Within (Virtual Reality)
Within es una empresa tecnológica con sede a Los Ángeles (California) que crea, adquiere y distribuye experiencias y productos prèmium de RA, RV y XR (X Reality) a través de web, móviles, consolas y auriculares.

## Historia
Originalmente llamado Vrse, Within fue fundado en 2014 por Chris Milk y Aaron Kobler, creador del equipo Data Arts de Google. La compañía ha producido y distribuido algunas de las obras más importantes de la realidad virtual y aumentada, incluidos Clouds Over Sidra, en colaboración con las Naciones Unidas (2015), Lambchild Superstar (2017), codirigido por Milk y Damien Kulash de OK Go y, la aplicación de lectura de realidad aumentada para niños, Wonderscope (2018). En abril de 2020, tras dos años en desarrollo, Within lanzó su producto más innovador hasta ahora, Supernatural, un servicio de realidad virtual de fitness, salud y bienestar en casa, que combina entrenadores reales con ejercicios de ritmo, situados en medio de las ubicaciones más bonitas del mundo. En 2020, Within fue nombrada una de las empresas más innovadoras de FastCompany y, Supernatural fue nombrada la "Mejor aplicación" en los premios Innovation by Design Awards de FastCompany 2020. En 2016, la compañía anunció que había recaudado una ronda de financiación de 12,56 millones de dólares, dirigida por Andreessen Horowitz y el 2017, Within anunció que había recaudado una ronda de financiación de la serie B de 40 millones de dólares liderada por Temasek y Emerson Collective.

### Inversores
El 16 de junio de 2016, Vrse cambió la marca a Within y obtuvo una ronda de la serie A de 12,65 millones de dólares liderada por Andreessen Horowitz, con la participación de 21st Century Fox, WME, Tribeca Enterprises, Annapurna Pictures, Vice y Freelands Venturas. Entre los inversores actuales hay Andreessen Horowitz, Temasek, Emerson Collective, 21st Century Fox, Raine Venturas, WME, Live Nation, Vice Media, Tribeca Enterprises, Annapurna Pictures, y Legendary Pictures.

## Producto
La aplicación VR de Within admite todos los tipos de auriculares principales, incluidos Oculus Rift, Oculus Investigación, Samsung VR de Engranaje, HTC Vive, Sony PlayStation®VR, y Google Daydream, y está disponible a iOS App Store, #Google Play, Steam y Oculus Store. El contenido del anfitrión es compatible con sistemas operativos iOS y Android y accesible con iPhone, teléfonos Android, Google Cardboard, Samsung Gear VR, HTC Vive, Oculus Quest y Oculus Rift.
Within se ha asociado con The New York Times, NBC, VICIO, Naciones Unidas, U2, Annapurna Pictures, Conservation International, TOMS, Charity: Water y Apple para producir y distribuir contenido. 

## Premios
Within fue nombrada la aplicación de RV número 1 para iOS por Apple Insider, que la mostró como "Mejor aplicación nueva" en Tunes y es la aplicación cinematográfica de RV más bajada y con mejor puntuación por Google Cardboard.
Las películas de Within en RV fueron seleccionadas para el Festival de Cine de Tribeca y elegidas por el Festival de Cine de Sundance, respectivamente, tanto el 2015 #cómo el 2016. Con la película de, The Displaced, Within ganó el premio Most Next Award en los Premios AICP del 2016 y en #Cannes de 2016 el premio  Lions Grand Prix en la categoría de entretenimiento.  El SNL40 VR special del fundador Chris Milk ganó el premio a la mejor película y vídeo en línea en los premios Webby 2016. Clouds Over Sidra de Milk ganó la categoría interactiva en los Sheffield Doc/Fest Awards 2015. En 2020 Within fue nombrada una de las empresas más innovadoras de  Fast Company y la aplicación Supernatural de Within ganó el premio a la "Mejor aplicación" a los premios Innovation by Design Awards de FastCompany 2020.